# Klinikum Großhadern (metrostation)
Klinikum Großhadern is een metrostation in het district Hadern van de Duitse stad München. Het station werd geopend op 22 mei 1993 en wordt bediend door lijn U6 van de metro van München, dewelke hier zijn zuidwestelijke terminus heeft.
Het metrostation bedient het Klinikum Großhadern, het universitair ziekenhuis van de Ludwig Maximilians-Universiteit en met 1418 bedden het grootste ziekenhuis van de stad.